# Умянцов, Андрей Петрович
Барон Андрей Петрович Умянцов (1759—1821) — русский государственный деятель, Симбирский гражданский губернатор (1819—1821), Черниговский вице-губернатор (1813—1819), статский советник.

## Биография
Родился в 1759 году в семье потомственных дворян — внебрачный сын (воспитанник) генерал-адъютанта, графа Петра Александровича Румянцева-Задунайского (1725—1796). В апреле 1772 года, вместе с тремя братьями и сестрой, был возведён в баронское достоинство Польского королевства королём Станиславом Понятовским.
В службу вступил 1 марта 1771 года в 3-й гренадёрский полк, 11 марта получил звание сержанта; 1 января 1773 года ему был присвоен офицерский чин прапорщика; 21 апреля 1778 года, с чином поручика, был переведён в карабинерский полк.  
Был переведён 24 октября 1788 года, с присвоением чина секунд-майора, в кирасирский Военного ордена полк. Участвовал в Русско-турецкой войне (1787—1791), находился 4 ноября 1789 года в Молдавии при сдаче крепости Бендеры. 
Во время боевых действий против польских конфедератов на Волыни, 1 июля 1794 года участвовал в сражении при с. Поповщах против мятежнической партии и её разгроме. 
29 ноября 1796 года произведён в майоры; 15 ноября 1797 года находился в чине подполковника Нарвского драгунского полка, квартировавшего в Астраханской губернии; с 17 апреля 1801 года — полковник; 10 января 1802 года вышел в отставку с военной службы.
В 1808 году, 26 марта, с присвоением чина коллежского советника, барон А. П. Умянцов был определён советником в Особую экспедицию для подписывания ассигнаций при Правлении ассигнационного банка.
С 10 декабря 1813 года был назначен Черниговским вице-губернатором; служил при Черниговских губернаторах Алексее Петровиче Бутовиче и Александре Алексеевиче Фролове-Багрееве; 2 декабря 1816 года был награждён орденом Святой Анны 2-й степени.
Высочайшим указом от 22 марта 1819 года барон А. П. Умянцов был назначен Симбирским губернатором, с присвоением чин статского советника и 27 июня прибыл в Симбирск, а 28 июня вступил в управление губернией. Спустя месяц, 28 июля 1819 года, в день торжественного собрания Симбирской гимназии, новый губернатор подписался внести в пользу гимназии и беднейших учеников 25 рублей.
Скончался, состоя на службе, 7 (19) мая 1821 года, в Симбирске, после болезни. Был погребён на кладбище Симбирского Покровского мужского монастыря.
Был женат на дочери генерал-поручика И. А. Пиля,.